# 宗炳
宗炳（375年—443年），表字少文，南阳郡涅阳县（今河南省镇平县南）人，东晋、南朝宋隐士。
祖父宗承，宜都太守。父亲宗繇之，湘乡令。跟随母亲師氏学习学問，師氏去世，宗炳居丧过礼。東晋荆州刺史殷仲堪、桓玄辟为主簿。举秀才，没有就任。劉裕讨伐劉毅，領有荊州，宗炳被劉裕召为主簿，宗炳以“栖丘饮谷，三十余年”回答，没有出仕。宗炳入庐山，跟随慧遠考寻文义。兄长宗臧为南平郡太守，逼宗炳回到了荊州，在江陵三湖建宅而住。劉裕召为太尉参軍，还是没有就任。两个哥哥早逝，家中孤儿很多，家貧难以赡养，宗炳亲自耕种。劉裕多次支援宗炳，后来子弟为官，宗炳不再接受。劉裕辟召宗炳为太尉掾，宗炳依然没有出任。
刘宋建立，征召宗炳为太子舍人，元嘉初年，征召为通直郎，劉劭立为皇太子，征召为太子中舍人、太子中庶子，宗炳都没有接受。其妻羅氏去世，宗炳哀伤过度。衡陽王劉義季担任荊州刺史，以宗炳为諮議参軍，宗炳未从。
宗炳好山水，愛遠遊，西渡巫峡，南登衡山。因病回到江陵，以年老多病自嘆，将自己游历的名山大川，画成图挂在卧室，观道臥遊。宗炳善于弹琴，会奏古曲「金石弄」，宋文帝派遣乐师杨观跟他学习。元嘉二十年（443年）去世。享年六十九岁。編纂文集15卷行于世。

## 子孙
- 宗朔（南譙王劉義宣属下車騎参軍）
- 宗綺（江夏王劉義恭属下司空主簿）
- 宗昭（郢州治中）
- 宗説（正員郎）
- 宗繁（西中郎諮議参軍）
  - 孙：宗测